# ده نسة دلي غردو السفلي (مارغون)
ده نسة دلي غردو السفلی (بالفارسية: ده نسه دلی گردو سفلی) هي قرية تقع في إيران في قسم مارغون الريفي. يقدر عدد سكانها بـ 120 نسمة .